# Valparaíso Football Club
El Valparaíso Football Club fue un club de fútbol de Chile, con sede en la ciudad de Valparaíso. Si bien fue fundado de manera oficial el 10 de abril de 1892, la institución tuvo sus orígenes en 1889, año en que un grupo de inmigrantes ingleses, encabezados por el periodista David N. Scott, decidieron formar un club para reunir al creciente número de aficionados al deporte. Constituye el club de fútbol, sin relación directa con un establecimiento educacional, más antiguo del que se tenga conocimiento en Chile.
El 19 de junio de 1895 fue uno de los fundadores de la Football Association of Chile (FAC). Al año siguiente conquistó el primer campeonato de fútbol de la historia del país. Participó en los campeonatos de la asociación hasta 1914. En 1915, por el estallido Primera Guerra Mundial, el club debió disolverse ya que la mayoría de sus miembros fueron a defender al Reino Unido.

## Historia

### Fundación y primeros años

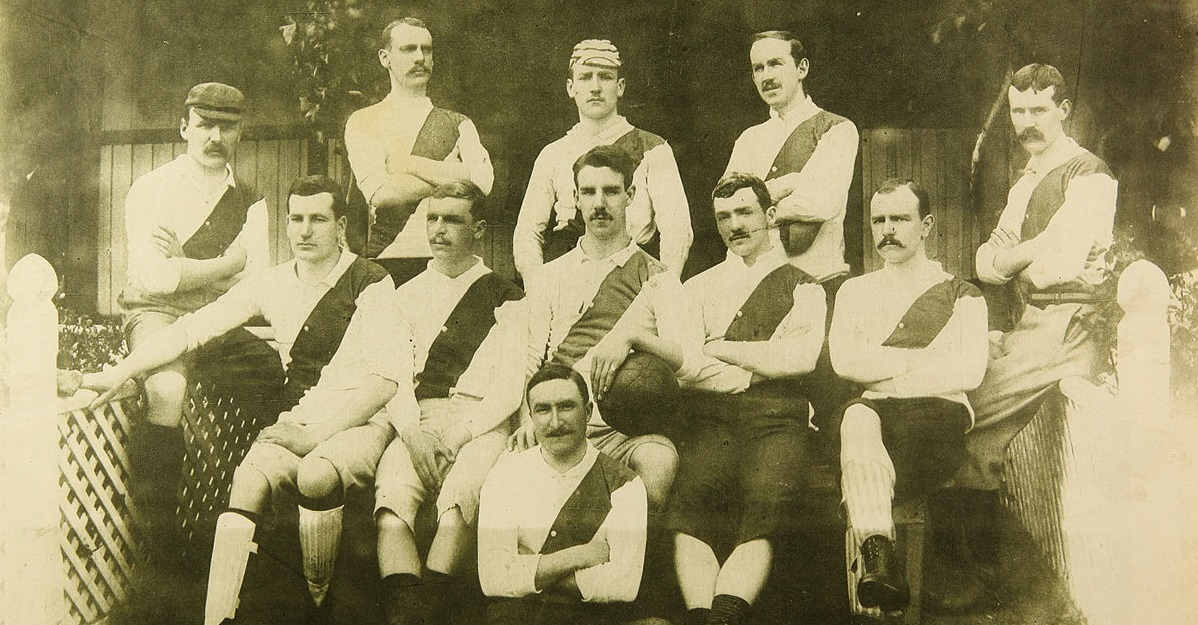
Formación del Valparaíso Football Club en 1893.

A mediados del año 1889, el periodista David N. Scott, uno de los precursores del fútbol en Chile y primer presidente de la Football Association of Chile, decidió reunir a un grupo de inmigrantes ingleses de Valparaíso con la idea de formar un club para reunir al creciente número de aficionados al deporte. A pesar de este primer paso organizativo, la fundación del club quedó detenida por la guerra civil de 1891, y se expresó formalmente el 10 de abril de 1892, luego de que la tranquilidad volviera al país.
En sus inicios, el club actuaba como una agrupación general de los futbolistas de Valparaíso y gran promotor de la actividad, ya que durante un tiempo fue el único equipo que existía en la ciudad, y los encuentros que disputaban eran generalmente entre sus propios miembros. Cuando el Valparaíso F. C. no pudo albergar a más aficionados, fue cuando empezaron a surgir nuevas organizaciones.
El 4 de agosto de 1893, los jugadores del Valparaíso F. C. se trasladaron a través del tren expreso a la ciudad de Santiago, a fin de enfrentar al día siguiente al Santiago Club, que había lanzado un desafío al conjunto porteño en julio de ese mismo año. El Santiago Club, más que tratarse de un club de fútbol en sí mismo, constituyó un seleccionado formado especialmente para la ocasión, que agrupó a los mejores jugadores de la capital del país. El encuentro se disputó el 5 de agosto en el Parque Cousiño y finalizó con victoria para los del puerto por 7-2, tras finalizar la primera parte con un marcador de 3-0. Valparaíso F. C. formó con Webb; MacNoughton y Reinolds; Roberts, Bailey y Crangle; Baldwin, Woodgate, D. Scott, Fleming y Simpson, mientras que los tantos del equipo fueron convertidos por Scott (3), Fleming (3) y Simpson (1). Cabe mencionar que el enfrentamiento entre el Valparaíso F. C. y el Santiago Club marcó varios hitos en la historia del fútbol chileno, al constituir el primer partido entre-ciudades y el primer encuentro jugado con una cantidad mínima de formalidades, como la inclusión de un árbitro para dirigir el encuentro.
El 25 de noviembre de 1893, en el Valparaíso Sporting Club de Viña del Mar, tuvo lugar el primer partido internacional del fútbol chileno, entre el seleccionado de Valparaíso, que era básicamente el Valparaíso F. C., y una delegación deportiva proveniente de Buenos Aires, Argentina. El partido, que terminó en empate a un gol, marcó también la primera transmisión de datos futbolísticos desde una cancha, al conectarse mediante una línea telegráfica especial con Valparaíso. Antes de que terminara ese año, el Valparaíso F. C. fue el primer equipo en salir desde Chile al extranjero, al realizar la gira de retribución del combinado argentino.

### Participación en la Football Asocciation
El 19 de junio de 1895 fue uno de los fundadores de la Football Association of Chile (FAC), primera asociación de fútbol del país. En la reunión que dio origen a la organización, el periodista Robert Reid manifestó que los comerciantes James Tolson y William Osborne decidieron donar una copa de plata para ser disputada en un campeonato. En el primer torneo de fútbol de la historia de Chile, el Valparaíso se proclamó campeón, al derrotar en las semifinales al Victoria Rangers, y en la final al Mackay and Sutherland's Athletic. El mismo día del último encuentro del campeonato, Valparaíso doblegó a un seleccionado la ciudad de Coquimbo.
Los años siguientes vieron al conjunto dominar los torneos de la FAC. El Valparaíso conquistó el campeonato de 1897, y el de 1898, que fue el primero en formato de liga. Si bien en 1899 quedó en segunda ubicación, volvió a ganar la principal competencia de la asociación en 1900, lo que permitió que se adjudicara con la copa de plata donada por Tolson y Osborne en propiedad. El trofeo fue entregado en una fiesta social organizada por los directivos de la Football Association of Chile.

## Uniforme
En el encuentro disputado frente al Santiago Club, el Valparaíso se presentó con camisetas blancas con una franja terciada de color azul, y pantalones azules. Para 1905 el club utilizaba camisetas blancas. Existe registro de haber utilizado el club una camiseta con franjas horizontales negras y amarillas, pantalón negro y medias blancas.
| 1893 | 1903 | 1905-08 | 1909 |

## Jugadores

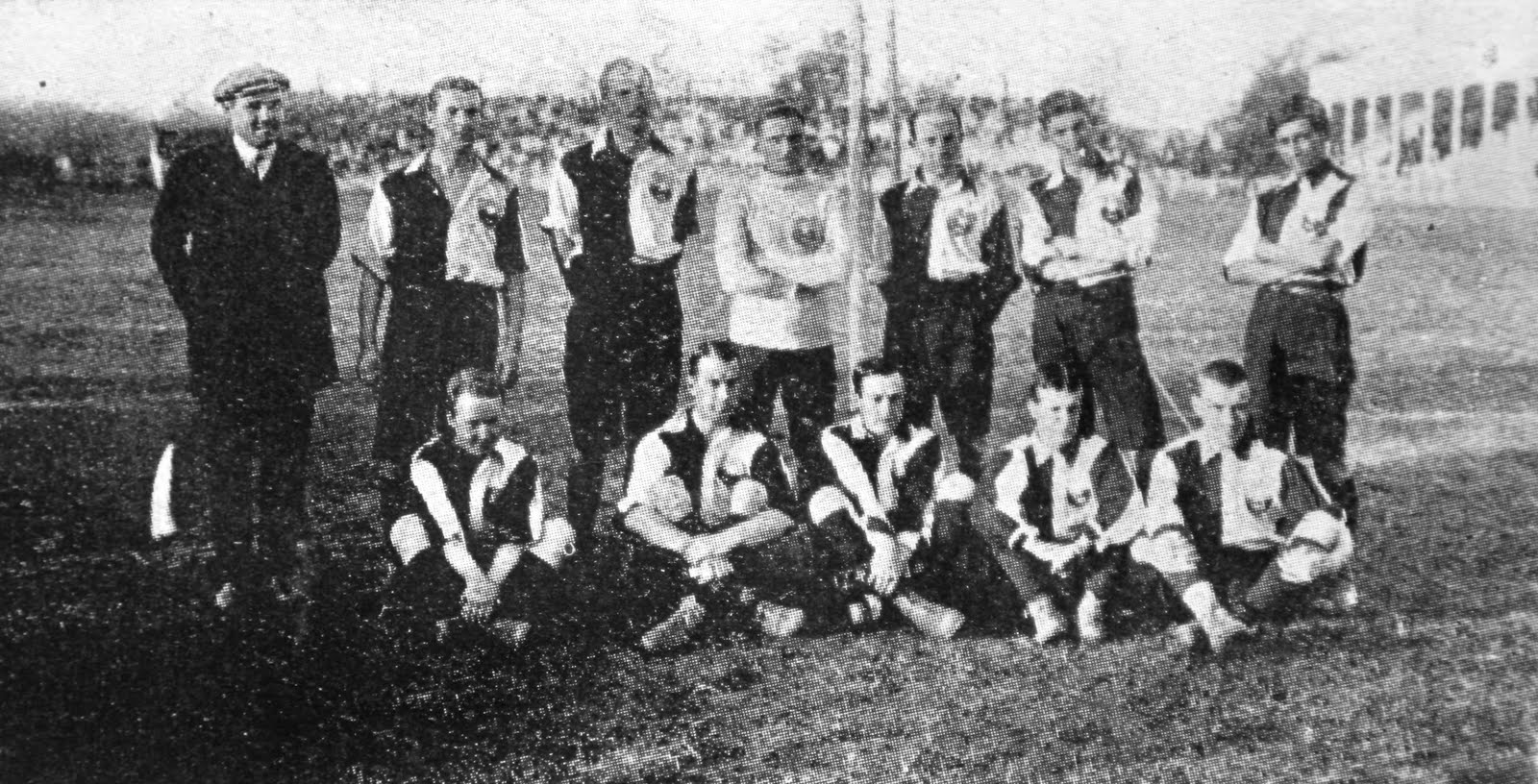
El plantel de la Selección de fútbol de Chile del 5 de junio de 1910 tuvo entre sus filas a dos jugadores del Valparaíso F.C..

Además de su importante papel en la difusión del fútbol en el país, el Valparaíso Football Club contribuyó en gran medida en la conformación de la selección de fútbol de Chile. De hecho, el plantel que disputó el primer encuentro internacional jugado por esta, el 27 de mayo de 1910 frente a la selección de Argentina, estuvo compuesto por dos futbolistas de la institución: L. C. Gibson y J. H. Hamilton. Adicionalmente, ambos jugarían otros tres encuentros tipo A con la Selección absoluta, el 30 de mayo de 1910 ante Uruguay por la Copa Centenario y el 5 de junio de 1910 contra Argentina.
Cabe mencionar, no obstante, que para el encuentro frente a Argentina el 11 de septiembre de 1910 fueron convocados, además de Frank Simmons de Badminton F.C. y Wojitas, Bardie y Forgie de Santiago Wanderers, otros seis futbolistas que en ese momento actuaban por algunos de los tres clubes más importantes de la ciudad de Valparaíso (Badminton F.C., Valparaíso F.C. y Santiago Wanderers), sin que, a la fecha, pueda determinarse a cual de ellos pertenecían.
El último seleccionado del club fue Luis Encina, quien integró la plantilla que disputó el Campeonato Sudamericano 1917, jugando frente a Uruguay el 30 de septiembre de 1917.

## Palmarés

### Títulos locales
- Campeonato de la Football Association of Chile (10): 1896, 1897, 1898, 1900, 1901, 1902, 1903, 1904, 1910, 1911
- Copa Sporting (1): 1911[14]